# 4848 Tutenchamun
A 4848 Tutenchamun (ideiglenes jelöléssel 3233 T-2) a Naprendszer kisbolygóövében található aszteroida. Cornelis Johannes van Houten,  Ingrid van Houten-Groeneveld,  Tom Gehrels fedezte fel 1973. szeptember 30-án. A nevét Tutanhamon fáraóról kapta.